# Hans Jaeger
Hans Jæger (Drammen, 2 de setembro de 1854 – Oslo, 8 de fevereiro de 1910) foi um escritor norueguês, filósofo e ativista político anarquista. Jaeger veio a influenciar o ambiente intelectual na Noruega na década de 1880. Eles se autoproclamavam os Boêmios de Cristiania (Kristianiabohêmen)  esse escritor era a peça central desse grupo de estudantes e artistas, sediado em Oslo.
No auge do reconhecimento foi condenado a 60 dias de aprisionamento em 1886 em Oslo. Jaeger também influenciou o ambiente intelectual na Noruega na década de 1880 como ninguém.
Em 1887 foi forçado a se extraditar. Havia sido sentenciado a 150 dias de prisão pelo governo norueguês por emissão de 300 cópias de um de seus títulos, "Bohemians de Christiania" na Suécia sob os auspícios de um volume de histórias de Natal.
Era amigo de Edvard Munch, e trabalhou diretamente com Kristian Krogh, pintor realista norueguês na confabulação de Albertine, o romance. No romance eles desconstroem ou simplesmente relatam fatos da vida fora do ambiente dos leitores diretos ou usuais de romances daquela época. Não estava romanceado no livro a vida da sociedade burguesa, a sociedade intelectual ou a sociedade artística. Era uma fase da vida de uma prostituta, uma mulher norueguesa igual a outras centenas que preenchiam as ruas de Cristiania (nome  dado à Oslo anteriormente).

## Obra literária
- 1878 : Critique de la raison de Kant (ensaio)
- 1883 : Olga (peça de teatro)
- 1884 : Une séduction intellectuelle (peça de teatro)
- 1885 : Scènes de la Bohême de Kristiania
- 1893 : Amour malade (trilogia)
- 1906 : Bible de l'anarchie

## Ligação externa
- Hans Jæger - site oficial (em inglês)